# سیارک ۵۵۲۱
سیارک ۵۵۲۱ (به انگلیسی: 5521 Morpurgo، نامگذاری:1991PM1) پنج هزار و پانصد و بیست و یکمین سیارک کشف شده‌است که در ۱۵ اوت ۱۹۹۱ کشف شد.
قدر مطلق سیارک برابر ۱۲٫۴۰ است.